# Elitetheorie
De elitetheorie stelt dat in de staat de sleutelposities worden ingenomen door een machtselite en dat dit ook het geval is binnen een parlementaire democratie waar de macht ligt bij de leiding van de grote partijen. De theorie is aanvankelijk ontwikkeld door Pareto (1848-1923) en Mosca (1858-1941). Volgens de ijzeren wet van de oligarchie van Michels (1876-1936) worden alle organisatievormen, onafhankelijk van het democratische of autocratische gehalte in het begin, onvermijdelijk oligarchisch. De elitetheorie ontkent daarmee de machtsgelijkheid die volgens Marx (1818-1883) zou ontstaan na de door hem verwachte klassenstrijd en de daaropvolgende dictatuur van het proletariaat.
De theorie kon ontstaan in een periode dat men het optimisme van de Verlichting achter zich begon te laten. Het vooruitgangsgeloof bleek op veel vlakken niet houdbaar en zo ook bij de democratisering. Pareto ging er daarbij van uit dat rationaliteit bij het handelen een minder grote rol speelde dan gedacht. De rationaliteit zou pas achteraf worden toegevoegd met argumenten die hij derivaten noemde. Mills (1916-1962) waarschuwde in The Power Elite voor de schaduwmacht van een economische, politieke en militaire elite die zich zou onttrekken aan democratische controle.
Tegenwoordig wordt er vaak wel een onderscheid gemaakt tussen parlementaire democratieën en autocratischer bestuursvormen, omdat de eerste opener en pluralistischer is en van samenstelling kan veranderen door verkiezingen. Schumpeter (1883-1950) stelde dat de elite de kiezer voor zich probeert te winnen om zo aan de macht te blijven.